# Donne nelle discipline STEM

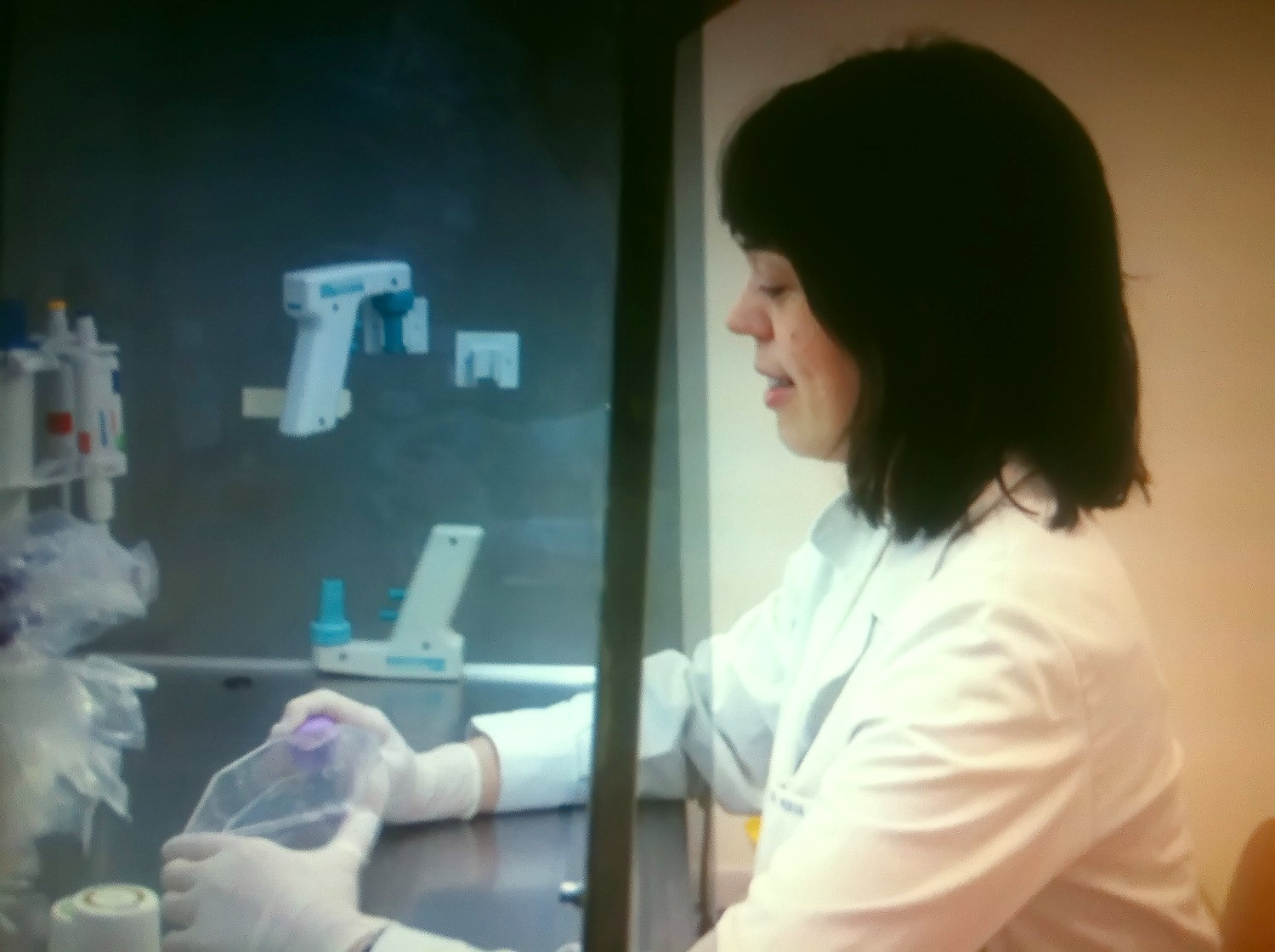
La biochimica Ainhoa Murua Ugarte al lavoro nel suo laboratorio.

Numerosi studiosi e politici hanno rilevato che i corsi di studio nelle materie STEM (scienza, tecnologia, ingegneria e matematica) sono prevalentemente scelte da individui di sesso maschile. Il fenomeno della scarsa partecipazione di donne, in queste discipline, è noto sin dall'età dei Lumi.
Gli studiosi stanno cercando le ragioni della persistenza di questa disparità di genere nei campi STEM, al fine di correggere tale storica preferenza da parte delle donne

## Squilibrio di genere nei campi STEM

Secondo i risultati di PISA 2015, il 4,8% dei ragazzi e lo 0,4% delle ragazze si aspetta una carriera nel settore ICT.

Alcuni studi suggeriscono che ci siano molti fattori che contribuiscono a un migliore rendimento dei ragazzi in matematica e scienze: l'incoraggiamento da parte dei genitori, le interazioni con insegnanti di matematica e scienze, i contenuti dei curriculum, le esperienze pratiche di laboratorio, i risultati a scuola in queste discipline e le risorse disponibili a casa. Analizzando alcuni studi rappresentativi a livello nazionale negli Stati Uniti, un ricercatore ha riscontrato poche differenze nell'atteggiamento dei ragazzi e delle ragazze nei confronti della scienza nei primi anni della scuola secondaria. Le aspirazioni degli studenti a perseguire carriere in matematica e scienze influenzano sia i corsi che scelgono di seguire in questi campi di studio, sia l'impegno che vi dedicano.
In uno studio statunitense del 1996, Pajares ha suggerito che le ragazze iniziano a perdere fiducia in sé stesse durante la scuola media, perché credono che gli uomini possiedano più intelligenza di loro nei campi tecnologici. Il fatto che gli uomini superino le donne nell'analisi spaziale, una competenza che molti professionisti dell'ingegneria ritengono vitale, genera questo malinteso. Gli studiosi femministi credono che i ragazzi abbiano maggiori probabilità di acquisire abilità spaziali al di fuori del percorso scolastico perché culturalmente e socialmente incoraggiati a costruire e lavorare con le loro mani. La ricerca mostra che le ragazze possono sviluppare queste stesse abilità se sottoposte alla stessa formazione.
Un altro studio americano del 1996, questa volta sulle matricole del college, condotto dall'Higher Education Research Institute, mostra che uomini e donne differiscono notevolmente nei campi di studio. Delle matricole universitarie nel 1996, il 20% degli uomini e il 4% delle donne intendeva laurearsi in informatica e ingegneria, mentre percentuali simili di uomini e donne pianificavano di laurearsi in biologia o scienze fisiche. A livello post-secondario, le donne hanno meno probabilità degli uomini di conseguire una laurea in matematica, scienze fisiche o scienze informatiche e ingegneria. L'eccezione a questa differenza di genere si può vedere nel campo delle scienze biologiche.
Gli stessi studi di ingegneria presentano al loro interno, in fatto di composizione di genere, situazioni differenziate: per esempio, in ingegneria biomedica le donne sono tendenzialmente presenti in proporzioni pari o superiori rispetto agli uomini, mentre in ambiti a maggiore vocazione tecnica e manifatturiera (meccanica, elettrica, elettronica) sono uomini più del 90% di studenti e laureati.

### Effetti della sotto rappresentazione delle donne nelle carriere STEM
In Scozia, un gran numero di donne si diplomano in materie STEM, ma non riescono a intraprendere una carriera in questo campo come la loro controparte maschile. La Royal Society di Edimburgo stima che raddoppiare i contributi delle donne ad alta specializzazione all'economia scozzese porterebbe un vantaggio di 170 milioni di sterline all'anno.
Uno studio del 2017 ha dimostrato che eliminare le differenze di genere nell'insegnamento di materie STEM potrebbe avere un impatto positivo nella crescita economica dell'Unione Europea, contribuendo a un aumento del PIL pro capite di 0,7-0,9% entro il 2030 e dello 2,2-3,0% entro il 2050.

### Guadagni di uomini e donne
Una donna laureata ha mediamente uno stipendio inferiore ad un laureato maschio, nonostante la crescita dei guadagni negli anni '80. Alcune delle differenze di stipendio sono legate alle differenze nelle professioni intraprese da donne e uomini. Tra i recenti laureati in scienze e ingegneria, le donne avevano meno probabilità degli uomini di essere impiegate in professioni connesse alla laurea ottenuta. Resta tuttora un divario salariale tra uomini e donne in posizioni scientifiche di pari importanza. Tra scienziati e ingegneri più esperti, il divario salariale di genere è maggiore rispetto a quello dei neolaureati. Gli stipendi sono più alti in matematica, informatica e ingegneria, settori in cui le donne non sono molto rappresentate. In Australia, uno studio condotto dall'Australian Bureau of Statistics ha dimostrato che l'attuale divario salariale tra uomini e donne nei settori STEM in Australia era pari al 30,1% nel 2013, con un aumento del 3% dal 2012. Inoltre, secondo uno studio condotto nel 2012, quando ai docenti dei migliori istituti di ricerca in America è stato chiesto di reclutare degli studenti per una posizione di manager di laboratorio, sia i membri maschili che femminili della facoltà hanno valutato i candidati maschi come più competenti per la posizione, benché i candidati di sesso femminile possedessero un curriculum identico ai candidati maschi. I membri della facoltà erano inoltre disposti ad assegnare ai candidati maschi uno stipendio iniziale più alto e opportunità di tutoraggio professionale.

### Istruzione e percezione
La percentuale di dottorati di ricerca nei campi STEM negli Stati Uniti ottenuti da donne è di circa il 42%, mentre la percentuale di dottorati in tutti i campi ottenuti dalle donne è di circa il 52%. Gli stereotipi e le differenze nell'istruzione possono portare al declino del numero di donne nei campi STEM. Secondo Thomas Dee queste differenze inizierebbero già dalla terza elementare, con i ragazzi che progrediscono in matematica e scienze e le ragazze che avanzano nella lettura.

## Sotto-rappresentanza delle donne nei premi e nelle competizioni
Per quanto riguarda i più prestigiosi premi nei campi STEM, le donne ne hanno storicamente ricevuti meno degli uomini. Tra il 1901 e il 2021 il rapporto donne-uomini con Premi Nobel è stato di 4:214 per la Fisica, 7:180 per la Chimica, 12:212 per la Medicina, e 2:87 per l'Economia. Il rapporto negli altri campi è stato di 16:98 per la Letteratura e di 18:92 per la Pace.
Maryam Mirzakhani è stata la prima donna, nonché la prima persona di nazionalità iraniana, a ricevere la Medaglia Fields, uno dei più prestigiosi premi in Matematica, nel 2014.
Un numero piuttosto limitato di studentesse partecipa alle Olimpiadi Internazionali della Matematica. Nel 2017 solo il 10% dei partecipanti era di sesso femminile (62 su 615); della squadra coreana vincitrice, composta di 6 elementi, vi era solo una donna. La percentuale di donne partecipanti nel 2022 è stata dell'11,5% sul totale (68 su 589).

## Spiegazioni per la bassa rappresentanza di donne
Il numero relativamente basso di donne nei campi STEM è stato attribuito ad una serie di fattori di carattere sociale e psicologico.

### Aspetti sociali

#### Discriminazione
La discriminazione, sia palese che nascosta, che colpisce le donne, può costituire uno dei motivi del loro scarso numero nei settori STEM. Secondo Schiebinger, le donne hanno il doppio delle probabilità di lasciare il lavoro nel campo della scienza e dell'ingegneria rispetto agli uomini. Negli anni '80, i ricercatori hanno dimostrato un pregiudizio valutativo nei confronti delle donne.
In uno studio del 2012, sono state inviate richieste via posta elettronica per incontrare dei professori in programmi di dottorato presso le 260 migliori università statunitensi. Era impossibile determinare se un particolare individuo dimostrava un atteggiamento discriminatorio, poiché ogni partecipante vedeva solamente una richiesta da parte di un potenziale studente laureato. Tuttavia, i ricercatori hanno trovato prove di discriminazione contro le minoranze etniche e contro le donne rispetto agli uomini caucasici.
In un altro studio, alla facoltà di scienze sono stati inviati i materiali di uno studente che si stava candidando per una posizione di responsabile di laboratorio presso la loro università. I materiali erano gli stessi per ogni partecipante, ma a ciascuna domanda è stato assegnato in modo casuale un nome maschile o femminile. I ricercatori hanno scoperto che i membri della facoltà hanno valutato i candidati maschi come più competenti e più desiderabili rispetto alle candidate femmine, nonostante le candidature fossero identiche. Se le persone ricevono informazioni sul sesso di un potenziale studente, possono dedurre che lui o lei possiede tratti coerenti con gli stereotipi per quel genere.

#### Stereotipi
Gli stereotipi su come dovrebbe apparire e agire chi opera in un campo STEM possono condurre membri affermati in questi campi a trascurare persone altamente competenti. Le donne nei campi STEM potrebbero non adattarsi alla concezione individuale di come uno scienziato, ingegnere o matematico "dovrebbe" apparire e potrebbero quindi essere trascurate o penalizzate.
Sia gli uomini che le donne che lavorano in occupazioni "non tradizionali" possono incontrare discriminazioni, ma le forme e le conseguenze di questa discriminazione sono diverse. Gli individui di un particolare sesso sono spesso percepiti come più adatti a particolari carriere o aree di studio rispetto a quelli dell'altro sesso. Uno studio ha scoperto che gli annunci di lavoro per carriere dominate dagli uomini tendevano a utilizzare parole più aggressive (come "leader" e "orientato agli obiettivi") associate a stereotipi maschili.
Sebbene le donne che entrano in professioni tradizionalmente maschili affrontino stereotipi negativi che suggeriscono che non siano donne "vere", questi stereotipi non sembrano scoraggiare le donne nella stessa misura in cui stereotipi simili possono dissuadere gli uomini dal perseguire professioni non tradizionali. Ci sono prove storiche che le donne affollano occupazioni identificate da uomini una volta che le opportunità sono disponibili. D'altra parte, esempi di occupazioni che cambiano da prevalentemente femminile a prevalentemente maschile sono molto rari nella storia umana. I pochi casi esistenti, come la medicina, suggeriscono che la ridefinizione delle occupazioni come appropriatamente maschili è necessaria prima che gli uomini prendano in considerazione la possibilità di unirsi a loro.
Sebbene gli uomini in occupazioni dominate dalle donne possano trovarsi a lottare contro stereotipi negativi sulla loro mascolinità, essi possono anche sperimentare alcuni benefici. Le donne che aspirano a raggiungere la posizione apicale in occupazioni dominate dagli uomini, si trovano generalmente di fronte a una barriera difficile da superare, definita metaforicamente soffitto di vetro; per gli uomini che intendono raggiungere il vertice di una professione dominata dalle donne si parla invece di "scala mobile di vetro" che consentirebbe loro di eccellere in questa situazione.

#### Mancanza di supporto
Le donne nei campi STEM possono abbandonare quest'area di interesse per motivi di esclusione (un esempio può essere costituito dal mancato invito a riunioni professionali), discriminazione sessuale, condizioni di lavoro non flessibili, necessità percepita di dover nascondere le gravidanze, conflitto tra famiglia e lavoro. Le donne nei settori STEM che hanno figli necessitano di assistenza all'infanzia o di un lungo congedo. Quando una famiglia nucleare non può permettersi l'asilo dei bambini, in genere è la madre che rinuncia alla carriera per restare a casa con i figli, anche perché statisticamente le donne vengono pagate meno rispetto ai maschi. Il congedo di maternità è un altro problema che le donne nei settori STEM devono affrontare. Poche aziende consentono agli uomini di prendere il congedo di paternità, generalmente inferiore al congedo di maternità femminile. Un congedo di paternità più lungo per gli uomini potrebbe consentire alle donne di tornare al lavoro mentre i loro partner restano a casa con i bambini.

#### Molestie
Nel 1993, The New England Journal of Medicine ha indicato che tre quarti delle studentesse sono state molestate almeno una volta durante la loro formazione medica.

### Aspetti psicologici

#### Mancanza di interesse
Seppur la nozione psicologica di interesse sia piuttosto problematica, perché diversamente declinata da autori e autrici in significati eterogenei, diversi studi sono stati dedicati all'indagine di questo fattore.
Una meta-analisi ha concluso che gli uomini preferiscono lavorare con gli oggetti e le donne preferiscono lavorare con le persone. Quando gli interessi sono stati classificati in base al tipo RIASEC (realistico, investigativo, artistico, sociale, intraprendente, convenzionale), gli uomini hanno mostrato interessi realistici e investigativi più forti e le donne hanno mostrato interessi artistici, sociali e convenzionali più forti. Questa analisi è stata oggetto di critiche per via di una forzata generalizzazione delle categorie psicologiche, e soprattutto per aver tralasciato l'importanza dell'ambiente e delle aspettative sociali.
In uno studio durato 3 anni, Seymour ed Hewitt (1997) hanno catalogato le motivazioni che portavano le studentesse a passare da un campo di studio in ambito STEM ad uno non-STEM. La ragione più comune (46%) era la percezione che discipline accademiche non STEM offrissero migliori opzioni di istruzione e fossero più in linea con i loro interessi. La seconda motivazione più frequente era una mancanza di interesse nelle discipline STEM scelte. Inoltre, il 38% delle studentesse rimaste in discipline STEM ha espresso la preoccupazione che ci fossero altri ambiti accademici più adatti ai loro interessi. Un sondaggio di Preston (2004) che ha incluso 1688 persone che hanno lasciato il campo scientifico ha mostrato che il 30% delle donne nel sondaggio ha indicato come ragione "altri campi più interessanti".
Le competenze matematiche avanzate spesso non portano le donne a interessarsi a una carriera STEM. Un'indagine di Statistics Canada ha rilevato che anche le giovani donne con elevate capacità matematiche hanno molte meno probabilità di entrare in un campo STEM rispetto ai giovani uomini con capacità simili o addirittura inferiori.
Uno studio del 2018 ha inizialmente affermato che i paesi con una maggiore parità di genere avevano meno donne nei campi STEM. Alcuni commentatori hanno affermato che questa era la prova delle differenze di genere che si manifestavano nei paesi più progressisti, il cosiddetto paradosso dell'uguaglianza di genere.

## Strategie per aumentare la rappresentanza delle donne

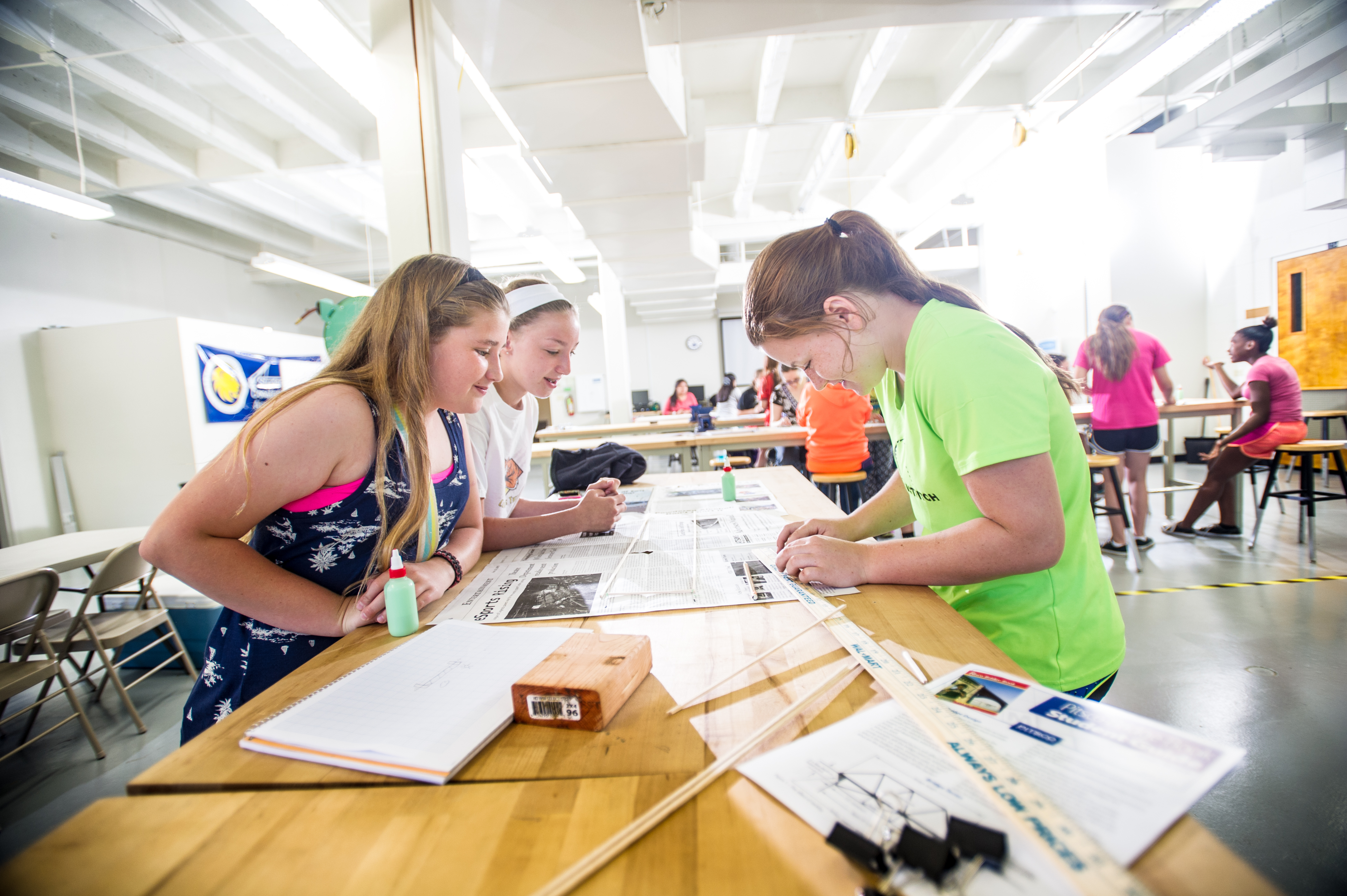
Il CMS Girls Engineering Camp presso la Texas A&M University – Commerce nel giugno 2015.

Ci sono una moltitudine di fattori che possono spiegare la scarsa rappresentanza delle donne nelle carriere STEM. Anne-Marie Slaughter, la prima donna a ricoprire la posizione di Director of Policy Planning per il Dipartimento di Stato degli Stati Uniti, ha recentemente suggerito alcune strategie all'ambiente aziendale e politico per aiutare le donne a soddisfare al meglio delle loro capacità i molti ruoli e responsabilità assunti. L'ambiente accademico e di ricerca per le donne può trarre vantaggio dall'applicazione di alcuni dei suggerimenti offerti per aiutare le donne a eccellere, pur mantenendo un equilibrio tra lavoro e vita privata.
Esistono iniziative culturali internazionali, come l'Ada Lovelace Day, per celebrare le donne nelle STEM e sensibilizzare il pubblico sull'argomento.

### Interventi socio-psicologici
Un certo numero di ricercatori ha testato interventi per alleviare la minaccia stereotipata per le donne in situazioni in cui vengono valutate le loro abilità matematiche e scientifiche. La speranza è che, combattendo la minaccia degli stereotipi, questi interventi miglioreranno le prestazioni delle donne, incoraggiando un numero maggiore di loro a persistere nelle carriere STEM.
Un semplice intervento è semplicemente educare gli individui sull'esistenza della minaccia stereotipata. I ricercatori hanno scoperto che le donne a cui è stato insegnato la minaccia dello stereotipo e come potrebbe avere un impatto negativo sulle prestazioni delle donne in matematica si sono comportate così come gli uomini in un test di matematica, anche quando è stata indotta la minaccia dello stereotipo. Queste donne hanno anche ottenuto risultati migliori rispetto alle donne a cui non è stato insegnato lo stereotipo della minaccia prima di sostenere il test di matematica.

#### Modelli di ruolo
Uno dei metodi proposti per alleviare la minaccia degli stereotipi è l'introduzione di modelli di ruolo. Uno studio ha rilevato che le donne che hanno sostenuto un test di matematica somministrato da uno sperimentatore donna non hanno subito un calo delle prestazioni rispetto alle donne il cui test è stato somministrato da uno sperimentatore maschio. Inoltre, questi ricercatori hanno scoperto che non era la presenza fisica della donna sperimentatrice, ma piuttosto la sua apparente competenza in matematica a proteggere le partecipanti dalla minaccia degli stereotipi. Allo stesso modo, un altro esperimento ha mostrato che rendere salienti i risultati dei gruppi ha aiutato a proteggere le donne dalla minaccia degli stereotipi. Le partecipanti di sesso femminile che hanno letto di donne di successo, anche se questi successi non erano direttamente correlati alle prestazioni in matematica, hanno ottenuto risultati migliori in un successivo test di matematica rispetto ai partecipanti che hanno letto di aziende di successo invece che di donne di successo. Uno studio che ha indagato il ruolo delle immagini nei libri di testo sulla performance scientifica ha rilevato che le donne hanno dimostrato una migliore comprensione di un passaggio di una lezione di chimica quando il testo era accompagnato da un'immagine contro-stereotipata (cioè di una scienziata) rispetto a quando il testo era accompagnato da un'immagine stereotipata (cioè, di uno scienziato maschio).